# Grünenbäumchen (Odenthal)
Grünenbäumchen ist ein Ortsteil bei Altehufe in Oberodenthal an der Bundesstraße 506 in der Gemeinde Odenthal im Rheinisch-Bergischen Kreis. Es handelt sich um einen alten Bauernhof mit weiteren Wohngebäuden.

## Geschichte
Im Zusammenhang mit der Geschichte von Altehufe gibt es eine frühe Erwähnung von Grünenbäumchen im 17. Jahrhundert durch Heinrich zu Alterhofen. Er verfügte laut Aufzeichnung über neun Faschinen und 27 Pfähle. Ende des 18. Jahrhunderts wurde ein so genannter geistlicher Besitz in Altehove erwähnt.
Grünenbäumchen lag seit jeher an der Grenze der Herrschaft Odenthal und des Amtes Porz, mit Häusern in beiden Gebieten. Unter der französischen Verwaltung zwischen 1806 und 1813 wurde die Herrschaft Odenthal aufgelöst und der Odenthaler Teil von Grünenbäumchen wurde politisch der Mairie Odenthal im Kanton Bensberg zugeordnet. 1816 wandelten die Preußen die Mairie zur Bürgermeisterei Odenthal im Kreis Mülheim am Rhein. Ebenso wurde das Amt Porz aufgelöst und der Gladbacher Teil von Grünenbäumchen wurde politisch der Mairie Gladbach, ebenfalls im Kanton Bensberg zugeordnet. Die Mairie wurde zur Bürgermeisterei Gladbach im Kreis Mülheim am Rhein. Mit der Rheinischen Städteordnung wurde Gladbach 1856 Stadt, die dann 1863 den Zusatz Bergisch bekam.
Am 7. März 1910 wurde entschieden, dass Grünenbäumchen (Odenthaler Teil) dem benachbarten Rektorat Herrenstrunden zugeschlagen wurde. Vermögensrechtlich blieb es allerdings weiterhin der Pfarre Odenthal verbunden. Nachdem Herrenstrunden am 1. Juli 1918 zur selbständigen Pfarre erhoben wurde, erfolgte die gänzliche Abtrennung von der alten Pfarre Odenthal dauerhaft.
Der Ort ist auf der Topographischen Aufnahme der Rheinlande von 1824 als Grüne Bäumchen und auf der Preußischen Uraufnahme von 1840 als Grünenbäumchen verzeichnet. Ab der Preußischen Neuaufnahme von 1892 ist er auf Messtischblättern regelmäßig als Grünenbäumchen verzeichnet. Der Gladbacher Teil gehörte zur Gemeinde Combüchen und zur Pfarre Paffrath. Seit der kommunalen Neugliederung 1975 gehört ganz Grünenbäumchen zu Odenthal.
|      | Odenthaler Teil | Odenthaler Teil | Odenthaler Teil | Gladbacher Teil | Gladbacher Teil | Gladbacher Teil |
| Jahr | Einwohner       | Wohn- gebäude   | Kategorie       | Einwohner       | Wohn- gebäude   | Kategorie       |
| ---- | --------------- | --------------- | --------------- | --------------- | --------------- | --------------- |
| 1845 | 17              | 1               | Ackergüter      | 6               | 1               | isoliertes Haus |
| 1871 | 9               | 1               | Einzelhaus      | 5               | 1               | Einzelhaus      |
| 1885 | 11              | 1               | Wohnplatz       | 5               | 1               | Wohnplatz       |
| 1895 | 5               | 1               | Wohnplatz       | 7               | 1               | Wohnplatz       |
| 1905 | 6               | 1               | Wohnplatz       | 7               | 1               | Wohnplatz       |